# 霊彩

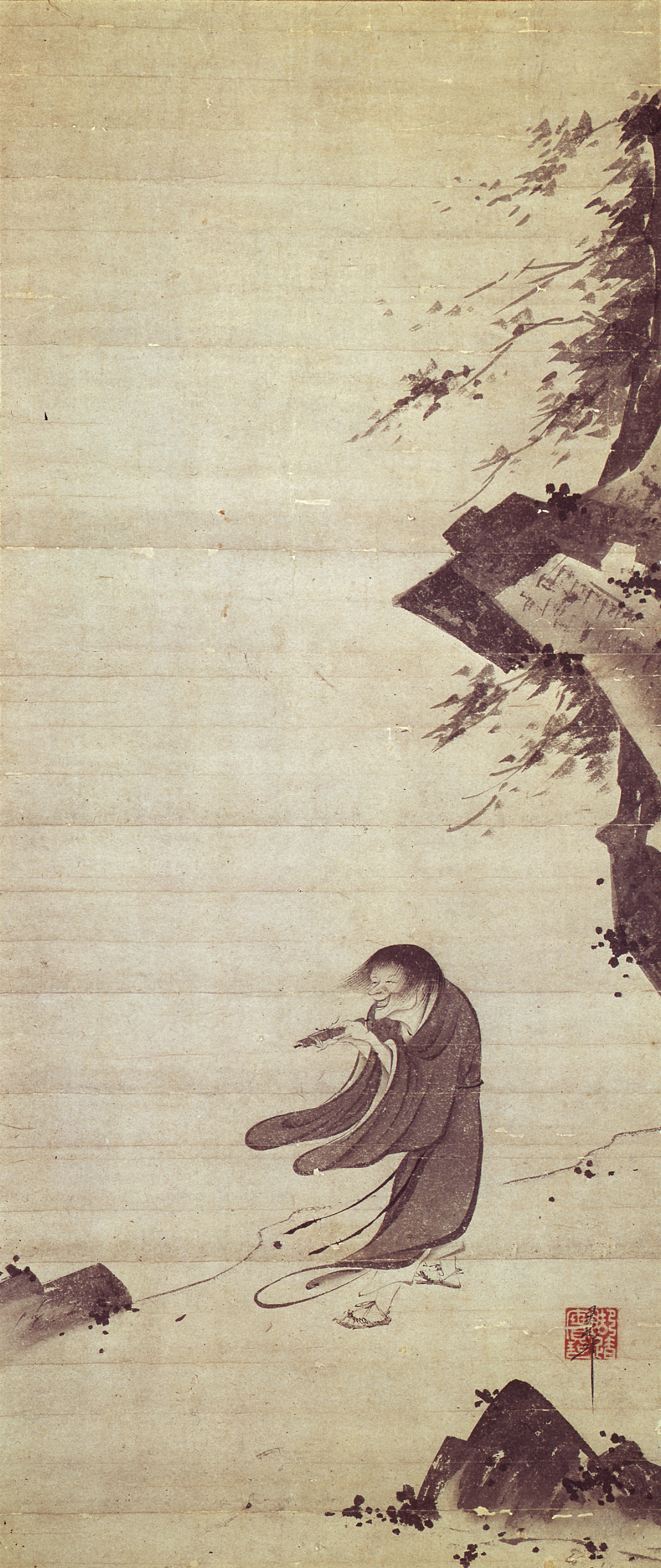
「寒山図」大東急記念文庫蔵

霊彩（れいさい、生没年不詳）は、室町時代中期、15世紀初頭から中頃まで活躍した画僧。

## 略伝
霊彩の法諱の系字「霊」から、清拙正澄の法系である臨済宗大鑑派か、清拙から安名を受けた性海霊見の聖一派に属する画層だと推測される。画風が吉山明兆ら東福寺系に近いことから、後者の可能性が高い。ただ、性海霊見の師が他ならぬ清拙正澄であることから、大きく見れば清拙の法統に属していると言える。
永享7年（1435年）作品修復時の裏書から、駿河国雲居山浄居寺（現在の静岡県駿東郡小山町生土にある乗光寺）のために「涅槃図」を描いたことがわかる。この涅槃図は円覚寺所蔵の涅槃図に酷似することから、霊彩は関東出身で、この当時円覚寺で活躍していた可能性が考えられる。
その後、寛正4年（1463年）の『朝鮮世祖実録』閏7月庚申条には、九州探題・渋川教直名義の外交使節（実際は宗氏の偽使）として朝鮮に渡り、世祖に「白衣観音図」を献上したことが記録されている。当時の朝鮮の王世祖は、儒学を重んじた李氏朝鮮の歴史のなかで、珍しく仏教信奉を謳い、ちょうど霊彩が渡海する前年に、世祖は道上元寺を訪れ「観音現相」の奇瑞に遭遇し、同年のうちに『観音現相記』なる奉教撰書が作られた。霊彩の白衣観音像献上は、こうした世祖の嗜好に明敏に反応したものといえる。なぜ霊彩が朝鮮行きを希望したかは不明だが、自身の宗教的情熱に突き動かされたとも推測される。これらの事跡以外は不明。
現存作品数は伝称作を含めても9点。作品に「脚踏実地」の印を押す。これと、明兆の用印「破草鞋」、霊彩の兄弟弟子と見られる「赤脚子」の三印は、どれも『碧巌録』が出典の足に関係する用語で、禅語の成句としてもしばしばまとまって使用される。画風は明兆が推めた線描の図案化を発展させ、画題の内容よりも暢達な線描の繰り返しや慎重に統御された墨調を生かし、造形的な面白さを指向している。

## 主要現存作品
およその編年順。
| 作品名           | 技法         | 形状・員数 | 寸法（縦x横cm）  | 所有者                             | 年代            | 落款・印章 | 文化財指定                  | 備考                                         |
| ---------------- | ------------ | ---------- | ---------------- | ---------------------------------- | --------------- | ---------- | --------------------------- | -------------------------------------------- |
| 涅槃図           | 絹本著色     | 1幅        |                  | 山梨・大蔵経寺                     | 永享7年（1435年 |            | 重要文化財                  |                                              |
| 白衣観音図       | 絹本墨画     |            |                  | 相国寺承天閣美術館                 |                 |            | 重要美術品                  | 萬野美術館旧蔵                               |
| 白衣観音図       | 紙本墨画淡彩 | 1幅        |                  | 京都・玉泉寺（京都国立博物館寄託） |                 |            | 重要美術品 綾部市指定文化財 | これらは良全筆の「白衣観音図」に近い。       |
| 騎獅文殊図       | 紙本墨画金彩 | 1幅        |                  | 東京国立博物館                     |                 |            | 重要文化財                  | 龍崗真圭賛                                   |
| 寒山図           | 紙本墨画     | 1幅        |                  | 大東急記念文庫                     |                 |            | 重要文化財                  | 原三渓旧蔵。「風吹き寒山」の通称で知られる。 |
| 三酸図           | 紙本墨画     |            |                  | 梅澤記念館                         |                 |            | 重要美術品                  | 野雲賛                                       |
| 豊干・寒山拾得図 | 紙本墨画淡彩 | 双幅       | 96.2~3 × 34.5～6 | メトロポリタン美術館               |                 |            |                             | バークコレクション旧蔵                       |
| 欠伸布袋図       |              | 1幅        |                  | 京都国立博物館寄託                 |                 |            |                             | 蘭坡景茝賛                                   |

## 参考資料
- 渡辺一 「霊彩」『美術研究』87号、1939年3月（所収/『東山水墨画の研究』 座右宝刊行会、1948年。『東山水墨画の研究 [増補版]』 中央公論美術出版、1985年 ISBN 978-4-8055-0045-3）
- 海老根聰郎 『日本の美術333 水墨画─黙庵から明兆へ』 至文堂、1994年 ISBN 978-4-784-33333-2
- 山下裕二 「私的霊彩論」『室町絵画の残像』 中央公論美術出版、2000年 ISBN 978-4-8055-0384-3
- 荏開津道彦 「霊彩の時代遅れ」、河野元昭先生退官記念論文集編集委員会 『美術史家、大いに笑う 河野元昭先生のための日本美術史論集』 ブリュッケ、2006年 ISBN 978-4-43407750-0
- 橋本雄 「朝鮮に行った画僧霊彩」『アジア遊学』No.120、勉誠出版、2009年
- 橋本雄 『偽りの外交使節　室町時代の日朝関係』 吉川弘文館〈歴史文化ライブラリー351〉、2012年9月、pp.120-128、ISBN 978-4-642-05751-6

展覧会図録
- 山口県立美術館、岩井共二、福島恒徳編集 『禅寺の絵師たち 明兆・霊彩・赤脚子』展図録、1998年10月
- 『足利義満六百年御忌記念 「京都五山 禅の文化」展』図録、東京国立博物館 2007年7-9月、九州国立博物館 2008年1-2月